# Lexus UCF10
Lexus UCF10 ist die interne Bezeichnung der von Herbst 1989 bis Ende 1994 gebauten ersten Generation der als Lexus LS400 verkauften Oberklasse-Limousine Lexus LS der zum japanischen Automobilkonzern Toyota gehörenden Marke Lexus.
Mit dem Lexus 400 wurde im Oktober 1989 von Toyota die Premiummarke Lexus eingeführt, zunächst nur auf dem US-amerikanischen Markt, wobei das Modell in Japan parallel als Toyota Celsior angeboten wurde.
Das Auto und die neue Marke erwiesen sich sofort als erfolgreich, denn im ersten Jahr wurden über 42.000 Fahrzeuge verkauft – ein Wert, den der LS bis mindestens 2009 nicht wieder erreichte.
Insgesamt wurden 169.000 Einheiten der ersten Generation verkauft.

## Geschichte

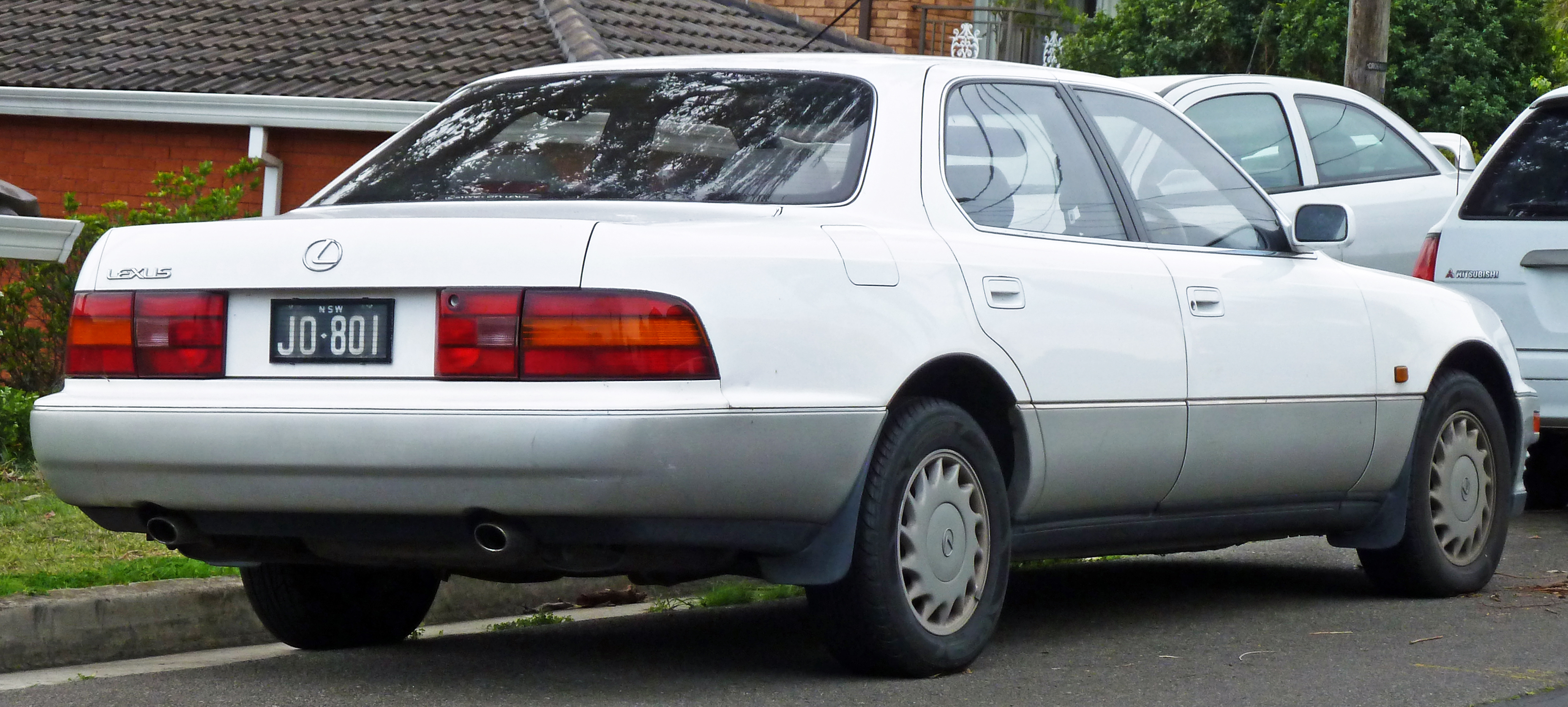
Heckansicht

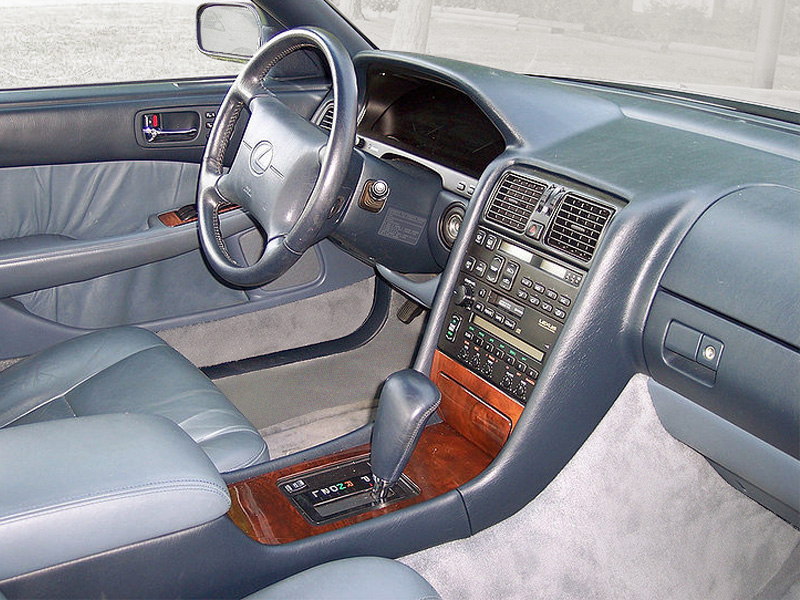
Innenraum

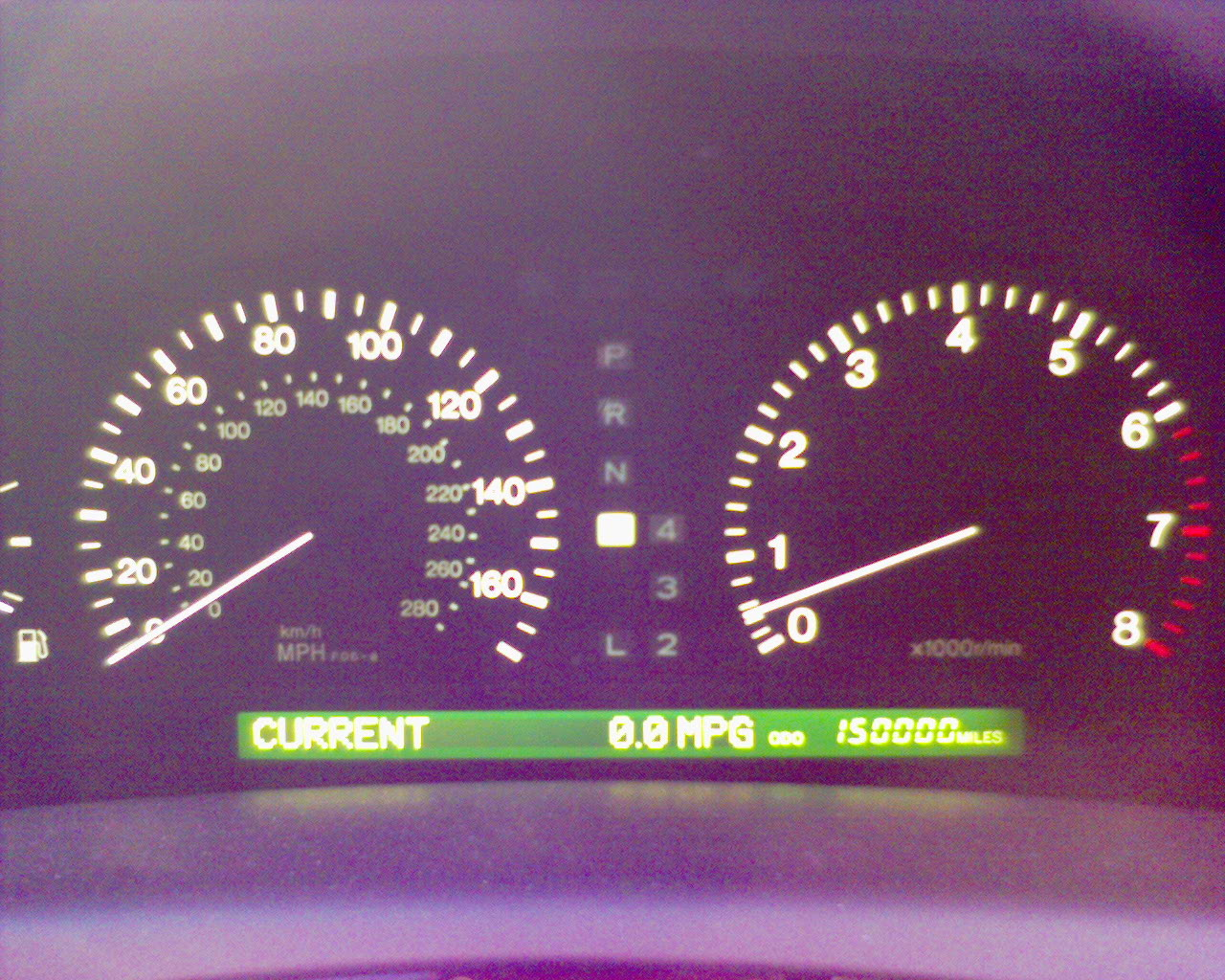
Kombiinstrument mit Elektrolumineszenz-Beleuchtung („Optitron“) des späteren UCF30 mit Multimatrixstatusanzeige.

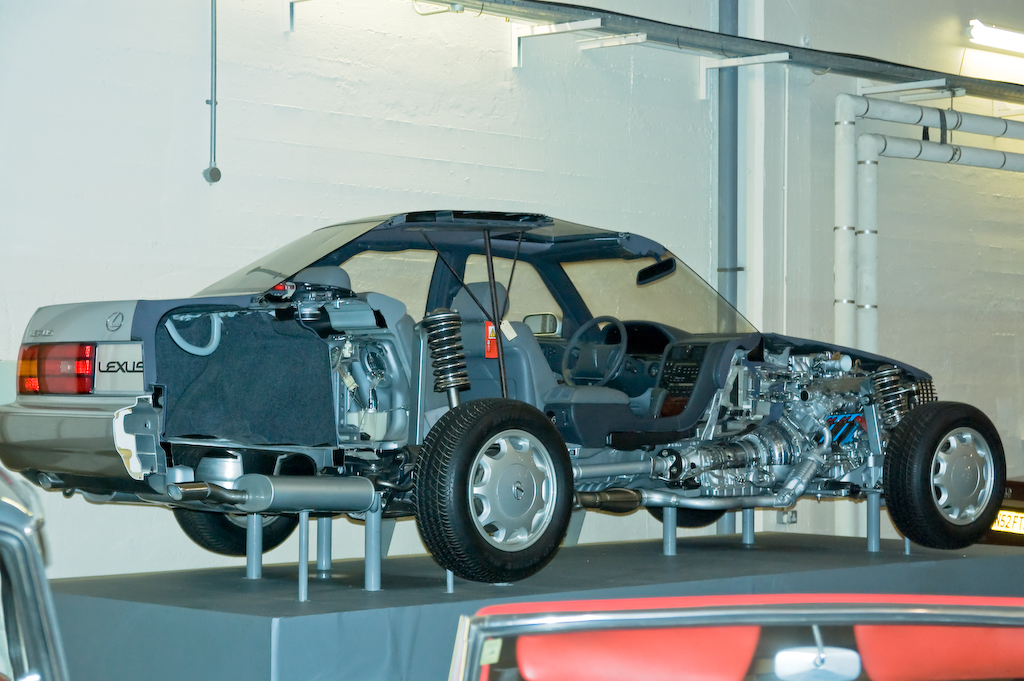
Schnittmodell des Lexus LS 400

Die Arbeiten an einem Lexus LS begannen bereits 1985, damals war noch ein flaches, einem Sportwagen ähnliches Design in der Diskussion. An der Entwicklung des Wagens arbeiteten 60 Designer, 1.400 Ingenieure und 2.300 Techniker. Der Name selbst wurde erst 1986 erdacht, als die Erprobungsfahrten begannen und die Marke Lexus erfunden wurde. Man entschied sich für ein klassisches, kantiges Fahrzeug mit einem für damalige Verhältnisse niedrigen Cw-Wert von 0,29. Als Besonderheit hatte das Fahrzeug ein Kombiinstrument mit Elektrolumineszenz-Beleuchtung (Optitron).
Im Januar 1989 debütierte der LS auf der North American International Auto Show in Detroit zusammen mit dem kleineren Lexus ES. Im September des gleichen Jahres wurde der Wagen in den USA eingeführt und in kleinen Stückzahlen auch nach Australien, Kanada und Großbritannien exportiert. In den USA kostete der Wagen 38.000 US-$ – ein BMW 7er dagegen 55.000 US-$, eine Mercedes-Benz S-Klasse 63.000 US-$. Das führte in jener Zeit zu hohen Verlusten bei Zulassungszahlen und Umsätzen dieser beiden Hersteller. Um dem üppig ausgestatteten LS 400 gewachsen zu sein, sah sich Mercedes-Benz gezwungen, kurz vor ihrer Vorstellung im Jahr 1991 noch Verbesserungen an der neuen S-Klasse vorzunehmen. Das führte zu einer Kostenüberschreitung, und der Daimler-Benz-Chefentwickler Wolfgang Peter wurde entlassen.
Als Triebwerk für den ersten LS diente ein V8-Motor mit 4 Litern Hubraum (daher auch bei Lexus die wie bei Mercedes lange Zeit übliche Motorbezeichnung, die den Hubraum in Kubikzentimeter um eine Zehnerstelle gekürzt und wie bei der Kfz-Steuer aufgerundet angibt), einer Leistung von 180 kW (245 PS) und 353 N·m maximalem Drehmoment. Von dem Motor wurden 973 Prototypen gefertigt.
Der Wagen, der optional mit einer Luftfederung erhältlich war, besaß serienmäßig ein 4-Gang-Automatikgetriebe, ein Sicherheitslenkrad und einen Fahrer-Airbag. Optional war eine Freisprecheinrichtung mit einem integrierten Mobiltelefon erhältlich.
Der in Japan verkaufte LS (Toyota Celsior) besaß als weltweit erstes Fahrzeug ein Navigationssystem mit Sprachausgabe. Es war das erste Toyota-Fahrzeug mit einem Beifahrerairbag und einer elektronisch geregelten Federung (Piezo TEMS).
Bereits Ende 1989 gab es eine erste Rückrufaktion wegen überhitzender Bremsen. Diese wurde von Toyota so schnell abgewickelt, dass sie dabei half, den Ruf des Kundenservice von Lexus zu heben.
Im letzten Modelljahr 1994 wurde der LS400 noch einmal überarbeitet. Zu den vorgenommenen Änderungen gehörten verstärkte Bremsen und ein Beifahrer-Airbag. Zum Ende der Produktion war der Preis der Basisversion auf über 50.000 US-$ gestiegen.